# La noche más fría
La noche más fría es una película argentina basada en hechos reales y dramática de 2017 escrita y dirigida por Cristian Tapia Marchiori y producida por Aleph Cine. Se estrenó el 23 de noviembre de 2017.
La Noche Más Fría Se Grabó Mayoritariamente En La Ciudad Al Norte De La Provincia De Buenos Aires Llamada Pergamino Ciudad

## Argumento
Carlos, un excombatiente de la Guerra de las Malvinas, vive en el corazón de una plaza en la gran ciudad, bajo una glorieta que el vecindario fue cediendo con el tiempo. Apareció allí después de la guerra, cuando perdió trágicamente a su familia. Hoy, mientras busca reencontrarse con su hijo, barre veredas a cambio de propinas o algo que lo ayude a pasar las noches de este invierno que está siendo muy cruel con su salud. Por comentarios se ha enterado de que esta será la noche más fría del año. Impulsado por el deseo de preservar su salud, ha preparado sus pocas pertenencias para irse a dormir a un refugio municipal. Sin embargo la suerte le juega en contra y como consecuencia de un altercado en la puerta del refugio, sucede lo peor e injustamente queda afuera. De repente, se encuentra totalmente desprotegido, está lejos de la plaza, sin abrigo y débil de salud. La noche más fría del año se avecina, y Carlos, con lo poco que logró juntar de la basura, deberá enfrentar un sinfín de adversidades en una lucha dispareja contra dos enemigos muy crueles: la soledad y el frío. Así comienza la noche más fría, aferrado a su deseo de sobrevivir, deberá luchar con todas sus fuerzas para lograrlo.

## Reparto
- Juan Palomino
- Esteban Masturini
- Pasta Dioguardi
- Alejandro Fiore
- Sergio Surraco
- Celeste Gerez
- Mariano Cáceres
- Daniel Valenzuela
- Nicolas Goldschmidt